# Djuptjärnen (Edsele socken, Ångermanland)
Djuptjärnen är en sjö i Sollefteå kommun i Ångermanland och ingår i Ångermanälvens huvudavrinningsområde.